# チラム (喫煙具)

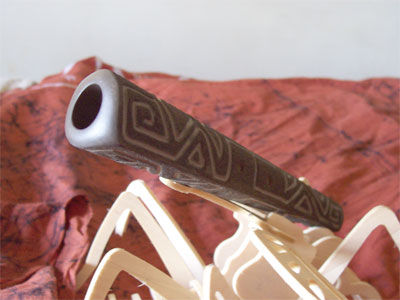
イタリア製のチラム

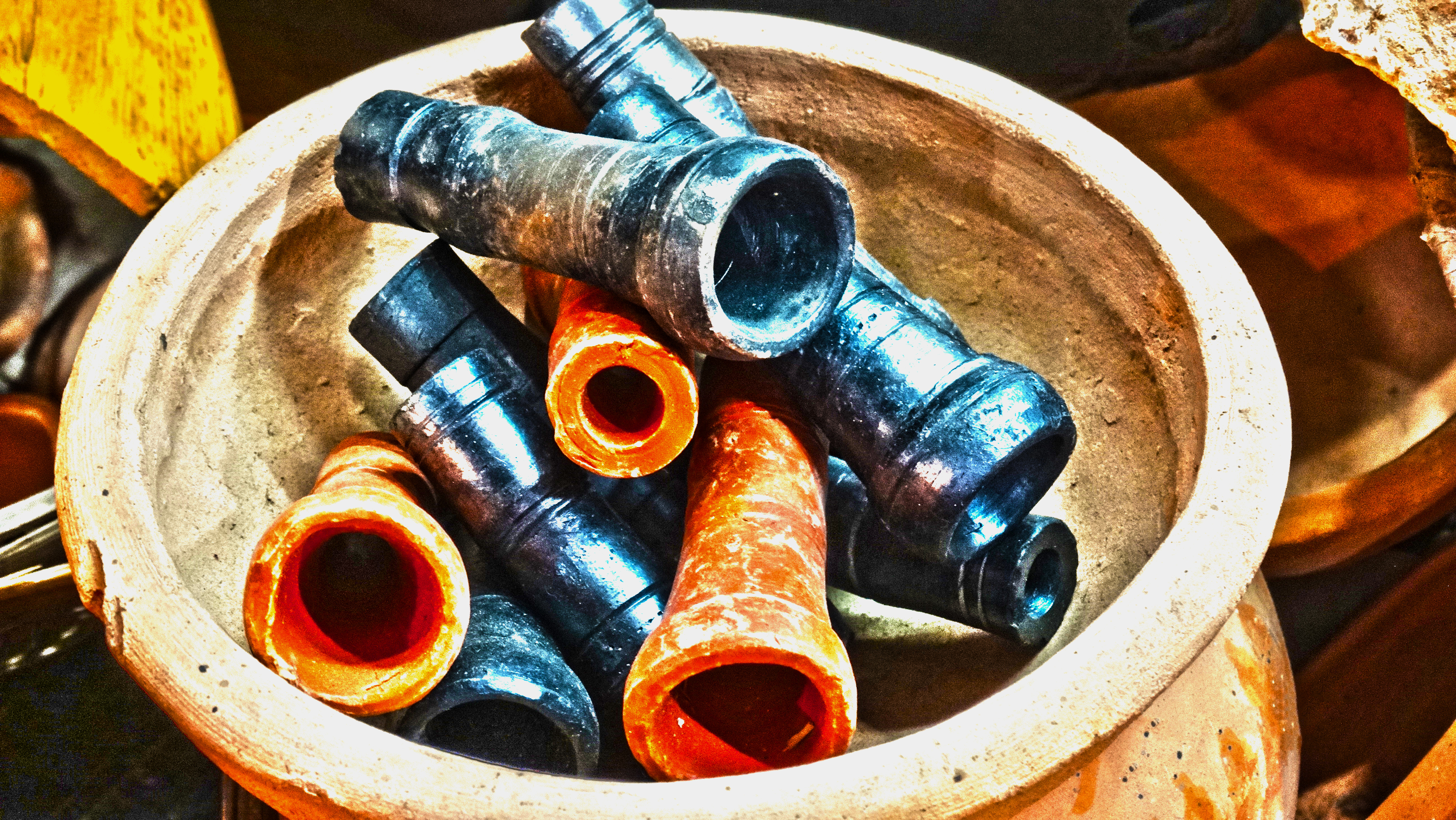
店先に出された伝統的な陶器のチラム。アッサム州ジョールハート

チラム（英語: Chillum）は、インドに起源を持つ円錐形の筒状のパイプ、喫煙具である。大麻を喫煙するために用いられる。たばこの喫煙に用いるパイプやキセルとは異なり、手元の吸い口から火皿（ボウル）に当たる先端までは一直線につながっている。伝統的には陶器（素焼き）で作られ、サドゥーらによって、少なくとも18世紀から使用されている。1960年代以降、チラムの文化はヒッピー文化を通してインドから欧米へと広がった。

## 概要
伝統的にはガンジャ（乾燥大麻）、チャラス（大麻樹脂）の喫煙に用いられる道具であるが、現代ではたばこや阿片その他の麻薬の喫煙にも用いられている。
チラムがいつ頃から使われるようになったのかは不明である。またインド人の発明なのか、あるいはムスリムの持ち込んだ水パイプの部品から発展したものなのかも分かっていない。もともとはインド亜大陸北部の習慣であり、ネパールやウッタル・プラデーシュなどでよく見られる。
サドゥー（ヒンドゥー教の修行者）とヨーギン（ヨーガ行者）の文化であり、宗教的儀式をバックグラウンドに持っている。グループで使用するものであり、その形状から一人で使用することは困難である。宗教的バックグラウンドはヒッピー文化にも受け継がれており、喫煙の前には額（アージュナー・チャクラ）に掲げて「ボン・シャンカール」と唱えることが作法であるとされる。シャンカールはシヴァ神の別名である。
苦行者にとってはチラムを用いた儀式は日課であり、修行者の模範たるシヴァに倣う行為である。大麻はシヴァの好物であると考えられている。

### 形状
10から14センチくらいの長さで、先端から上部に向けて緩やかに直径が広がっているだけの極シンプルな筒である。先端から手ごろな石を入れると、下に行くほど細くなっているので当然石は途中で引っかかる。この石は吸い込んだときに灰や燃え滓が口に入るのを防ぐ役割を持っており、パイプでいうスクリーンに当たる。つまり石から上の部分がパイプで言うところの火皿の役割を果たす。現代では市販のチラム・ストーンが用いられる場合も多い。これは概ね円錐形でチラムの内径にぴったりはまる形状をしており、煙の通り道として穴が開いていたり、側面に溝が切られていたりする。
伝統的なチラムは素焼きや、木で作られた安価なものであるが、近年は工芸品としての価値を持っており装飾が施されたものも多い。

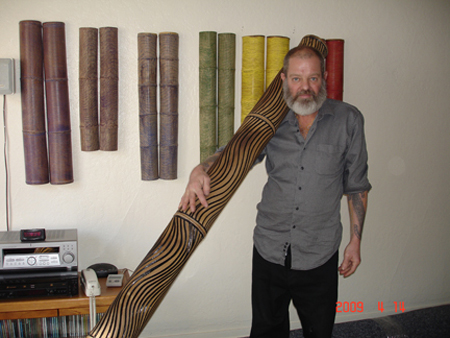
フォークアート作家ダレル・モーティマーと作品。直径20cmほどのパイプには「刺青の歴史」と作者自らが呼ぶモチーフが刻まれている。作者のアトリエにて、サリー・ラーセン撮影（2009年）

## 作法、使用法

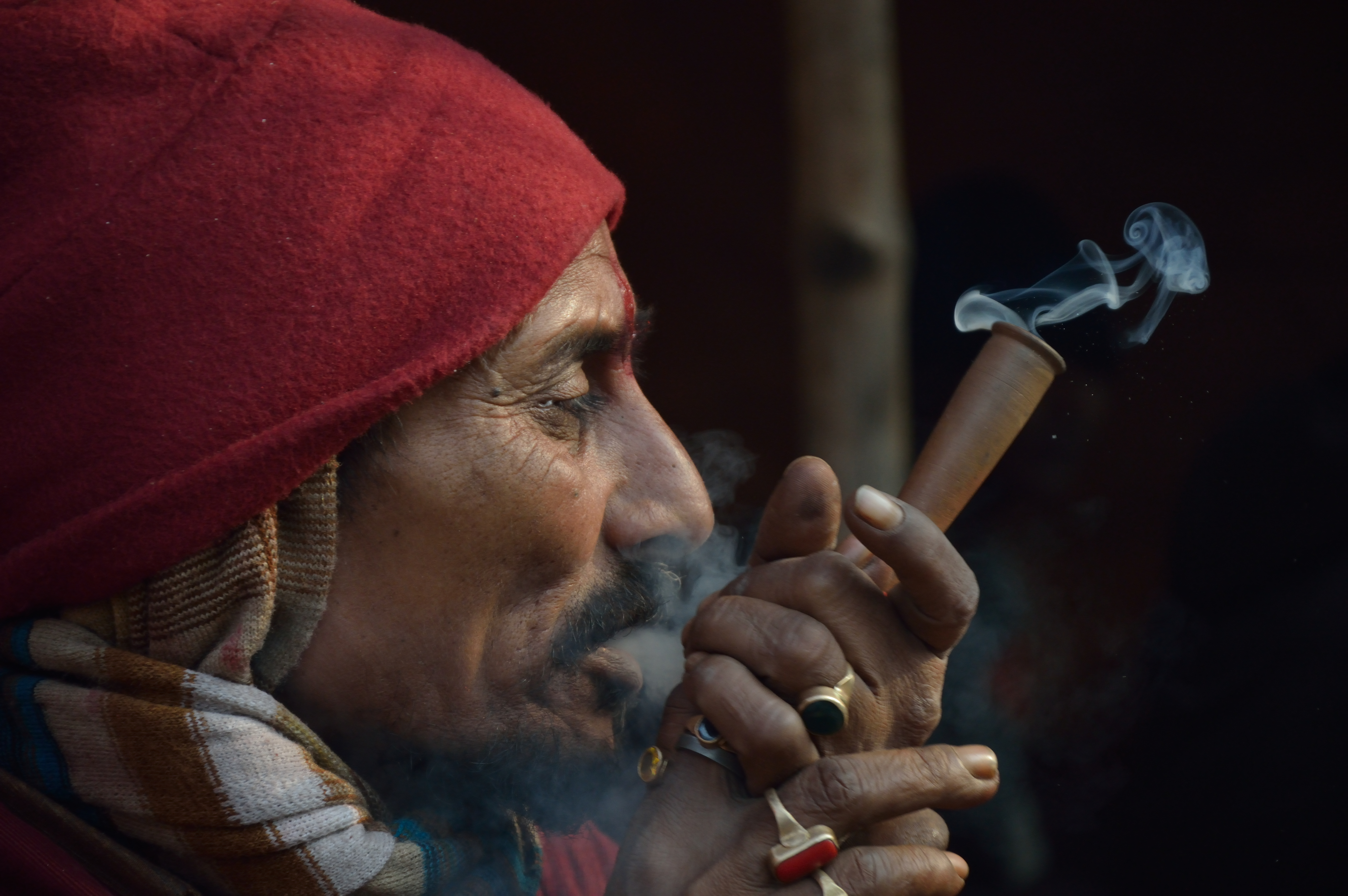
チラムを用いてガンジャを喫煙する人。コルカタ。

パイプなどのほかの喫煙方法と比べるとチラムの使用にはコツが必要である。パイプと比べて空気の流入量が多いため十分に肺を使い煙を吸い込む必要がある。たばこやパイプのようにふかすのではなく、大きく一息で吸い込んだら隣の人へと渡し、それをグループの中で繰り返す。
チラムに直接口をつけることはしない。これはチラムに限らないインド特有の穢れの文化である。チラムを垂直になるようにし、片手の5本の指が全て上に向くような形でチラムを包み込む（人によっては4本、3本の指で持つ場合もある）。親指と人差し指の隙間、この隙間が吸い口になるのだが、この隙間を残しつつもう一方の手でチラムを持った手を包み込むようにして他の隙間を全てふさぐ。両手がふさがるので誰かに火をつけてもらう必要がある。
通常はサファイ（safai）と呼ばれる布がチラムの吸い口側に当てられる。サファイは水で湿らされた状態で用いられ、これは吸い込んだときに灰が口の中へ入るのを防ぐフィルターの役割を持っており、また煙を冷やす効果もある。

## インド亜大陸以外でのチラム
1960年代以降、旅行者、主にヒッピーによりチラムの文化は欧米に持ち込まれた。
1960年代以降、装飾の施された竹のチラムはアメリカ合衆国の民芸品となった。これら手作りのチラムはサンフランシスコのヘイト・アシュベリーやニューヨークのグリニッジ・ヴィレッジなどの街角にてアーティストにより手売りされている。これらアメリカの竹製のチラムはボルネオの伝統的な竹のパイプのデザインに似ているが、火皿には真鍮の、電球の部品が流用されることが多い。
ラスタファリズムの儀式にもチラムが用いられる。毎週の集会（reasoning session）や祝日には牛の角や木でできたチラムを用いた儀式が執り行われる。ラスタファリズムでは煙を冷やす目的で長い筒などが接続された状態で用いられることが多い。また水パイプとおなじ仕組みをもったチラムはチャリース（英語: Chalice (pipe)）と呼ばれ、この語は聖書の申命記に由来している。チラムを使用する前にはジャー（ヤハウェ）への感謝と賞賛が捧げられる。
アルフレッド・ダンヒル（Alfred Dunhill）によれば、アフリカにも大麻の喫煙のため、時代を下るとたばこの喫煙のためにチラム型の喫煙具を用いる文化があった。ウガンダでは喫煙具としては瓢箪や動物の角がよく用いられたが、一方でチラム型の喫煙具も存在した。ムテサ王のものは最も有名なパイプの一つである。